# 索普拉纳门

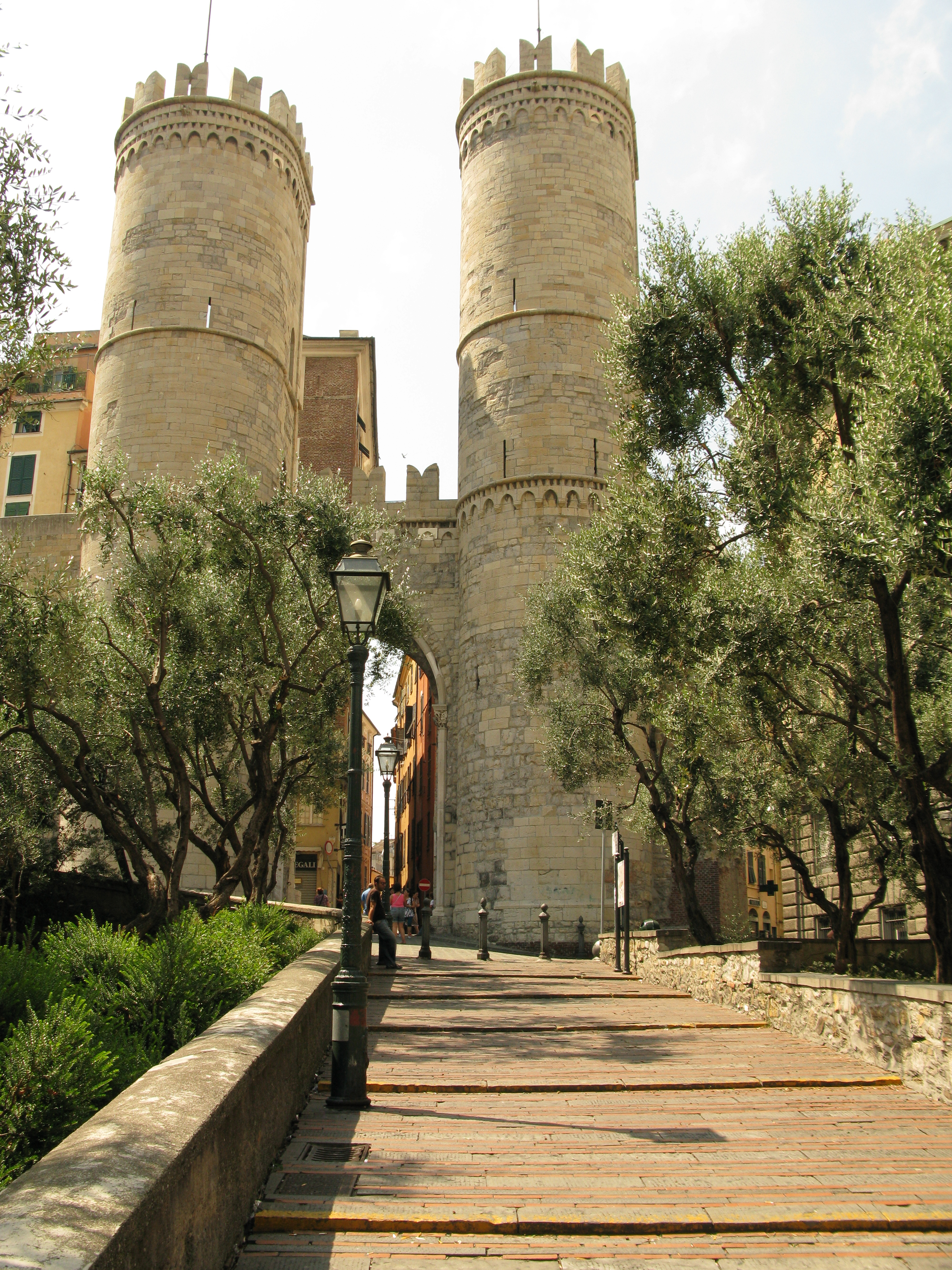
索普拉纳门

索普拉纳门（Porta Soprana）是意大利热那亚古城区的一座12世纪城门。以中世纪双塔为特征，曾经是热那亚城墙的主要入口。
索普拉纳门位于热那亚城墙的东部，又名圣安德烈门，靠近哥伦布故居和12世纪的圣安德烈修道院。索普拉纳门有两座塔楼，高居于拱门之上。在18世纪，塔楼曾经用作监狱。